# Hàng không năm 1988
Đây là danh sách các sự kiện hàng không nổi bật xảy ra trong năm 1988

## Chuyến bay đầu tiên
Tháng 4
- 21 tháng 4 - Boeing 747-400

Tháng 6
- 14 tháng 6 - Schweizer 330
- 28 tháng 6 - Sukhoi Su-35

Tháng 7
- 12 tháng 7 - Scaled Composites/Beechcraft Model 143 Triumph, cũng là lần thử nghiệm bay chính thức đầu tiên của động cơ phản lực cánh quạt đẩy Williams International FJ44.
- 14 tháng 7 - Socata TBM700

Tháng 10
- 15 tháng 10 - Eurocopter EC 135
- 27 tháng 10 - ATR-72

Tháng 12
- 9 tháng 12 - JAS 39 Gripen
- 21 tháng 12 - Antonov An-225 Mriya

## Bắt đầu hoạt động
Tháng 4
- 29 tháng 4 - Airbus A320 trong British Airways